# جورج غرانثام (اقتصادي)
جورج غرانثام هو اقتصادي كندي، ولد في 11 مايو 1941.